# Isabel Alçada
Isabel Alçada, nome literário e profissional de Maria Isabel Girão de Melo Veiga Vilar (anteriormente Alçada) GCCa • GOIH • GOIP (Lisboa, Alvalade, 29 de maio de 1950), é uma professora, escritora e política portuguesa.

## Biografia
Estudou no Liceu Francês (Lycée Français Charles Lepierre) e licenciou-se em Filosofia, na Faculdade de Letras da Universidade de Lisboa, em 1974.
Ainda estudante, no ano de 1973, entrou para o Centro de Psicologia e Formação Psicoforma. No rescaldo do 25 de abril é admitida no Ministério da Educação, onde começa como técnica superior da Direção-Geral Permanente de Educação, em 1975, passando depois para o Secretariado de Reestruturação do Ensino Secundário. Tornou-se professora do Ensino Básico em 1976.
Colega de Ana Maria Magalhães na EB 2/3 Fernando Pessoa, em Lisboa, formou com esta professora uma dupla na escrita infanto-juvenil, inaugurada com Uma Aventura... na Cidade, em 1982. A coleção Uma Aventura revelar-se-ia um sucesso sem precedentes entre as camadas jovens, alcançando, em 2017, 59 títulos editados, além de adaptações para televisão e cinema.
Em 1984, obteve um mestrado em Sociologia da Educação na Universidade de Boston, homologado pela Universidade Nova de Lisboa. No ano seguinte, em 1985, tornou-se professora adjunta da Escola Superior de Educação do Instituto Politécnico de Lisboa. É doutorada em Literacia e investigadora no Centro de Investigação para as Tecnologias de Informação da Faculdade de Ciências Sociais e Humanas da Universidade Nova de Lisboa.
Desempenhou os cargos de membro do conselho diretivo da EB 2/3 Fernando Pessoa, vogal da direção do Sindicato dos Professores da Grande Lisboa, administradora da Fundação de Serralves, de 2000 a 2004, e de comissária do Plano Nacional de Leitura, de 2006 a 2009.
Em 2009, foi empossada como ministra da Educação do XVIII Governo Constitucional, tendo exercido funções até 2011.
Em abril de 2016, foi nomeada consultora da Casa Civil do Presidente da República, Marcelo Rebelo de Sousa, para a área da educação. Em março de 2021, no segundo mandato do Presidente Marcelo Rebelo de Sousa, foi novamente nomeada consultora da Casa Civil do Presidente da República para a área da educação.

### Condecorações
- Grande-Oficial da Ordem do Infante D. Henrique (17 de janeiro de 2006)[7]
- Grande-Oficial da Ordem da Instrução Pública (7 de março de 2022)[7]
- Grã-Cruz da Ordem de Camões (22 de abril de 2025)[7]

## Obras

### Coleções
- Coleção Uma Aventura (1982-presente)
- Coleção Viagens no Tempo (1985-2002)
- Coleção Asa Delta

#### Editora Caminho
- Uma Aventura..., Caminho (Dupla com Ana Maria Magalhães)
- Histórias dos Jerónimos, Caminho (1989)
- O dia do terramoto, Caminho (1989) (Dupla com Ana Maria Magalhães)
- Ler ou não ler eis a questão, Caminho (1988)
- Histórias e lendas da Europa, Caminho (1992)
- Histórias e lendas da América, Caminho (1994)
- Os jovens e a leitura nas vésperas do século XXI, Caminho (1994)
- Piratas e corsários, Caminho (1995)
- Diário secreto de Camila, Caminho (1999)
- Diário cruzado de João e Joana, Caminho (2000)
- Portugal: história e lendas, Caminho (2001)
- O leão e o canguru, Caminho (2001)
- Os primos e a fada atarantada, Caminho (2003)
- Três fábulas, Caminho (2007)
- Há fogo na floresta, Caminho (2005)
- Quero ser actor, Caminho (2005)
- Quero ser outro, Caminho (2006)
- Rãs, príncipes e feiticeiros:  oito histórias dos oito países que falam português, Caminho (2008)
- A gata Gatilde, Caminho (2009)
- O avô Urso Lão, Caminho (2012)
- O João e o salticão, Caminho (2012)
- A bruxa Cartuxa na floresta dos segredos, Caminho (2013)
- O crocodilo nini, Caminho (2013)
- A raposa azul: oito histórias tradicionais com mensagens universais, Caminho (2014)
- Em Roma sê romano, Caminho (2013)
- Os primos e o feiticeiro lampeiro, Caminho (2014)
- A joaninha vaidosa, Caminho (2013)

### Outras publicações
- Um homem não chora..., Câmara Municipal de Grândola (1991)
- Segredos de Belém:  guia dos Jerónimos, da Torre e do Bairro, Inst. Port. do Património Cultural (1992)
- Países sem fronteiras: a União Europeia, Centro de Informação Jacques Delors (1995)
- O Japão, Grupo de Trabalho do Ministério da Educação para as Comemorações dos Descobrimentos Portugueses (1995)
- As viagens do açúcar, Gabinete de Referência Cultural da CML (1995)
- A Europa dá as mãos, Centro de Informação Jacques Delors (1995)
- A Madeira, Grupo de Trabalho do Ministério da Educação para as Comemorações dos Descobrimentos Portugueses (1996)
- O Natal na Europa, Centro de Informação Jacques Delors (1996)
- A bandeira e o hino: símbolos de Portugal, Ministério da Educação (1997)
- Vale do Côa: um lugar mágico, IPA-PAVC (1998)
- O 25 de Abril: uma viragem na história de Portugal, Câmara Municipal de Lisboa (1998)
- A Cruz Vermelha, Cruz Vermelha Portuguesa  (1998)
- O circo maravilhoso da serpente vermelha, Quetzal (2001)
- A cidadania de A a Z, Editorial do Ministério da Educação (2001)
- Manual de ajuda para o jovem: programa nacional de controlo da asma, Direção-Geral da Saúde (2002)
- Lendas e segredos das aldeias históricas de Portugal, Comissão de Coordenação da Região Centro (2002)
- A longa história do poder, Assembleia da República (2003)
- Cidadania e multiculturalidade, Editorial do Ministério da Educação (2003)
- O Museu da Nazaré, Cromotipo (2003)
- O urso amarelo, OMEP-Organização Mundial da Educação Pré-Escolar, Comité Português (2006)
- A batalha de Aljubarrota: histórias e lendas, Fundação Batalha de Aljubarrota (2007)
- O meu álbum de selos, Clube do Colecionador dos Correios (2007)
- 25 de Abril, Assembleia da República (2007)
- O 5 de Outubro e a implantação da República, Assembleia da República (2010)
- Teki vai à escola = Teki ba escola, Lidel (2011)
- O risco espreita, mais vale jogar pelo seguro, APS-Associação Portuguesa de Seguradores (2013)
- A ilha do arco-íris, Leigos para o Desenvolvimento (2013)
- Missão impossível, Fundação Jorge Álvares (2014)
- Catástrofes e grandes desastres, APS-Associação Portuguesa de Seguradores (2014)
- O tio desafio, Clube do Autor (2015)